# Rec-ball
Recball är en form av paintball vilken spelas i skog eller urbana miljöer, till skillnad mot exempelvis speedball, där spelplanen ofta är en bana på konstgräs och med uppblåsbara värn. Det finns olika varianter av spelet, till exempel flaggspel, där en på spelytan centralt placerad flagga skall tas till egna lagets startposition.
Recball, scenario och Milsim (militär simulering) paintball, kan spelas i skogsmiljö eller i urbana miljöer. Det går ut på att genom taktiska, noga genomtänkta "ingrepp" ta ut motståndarlaget. Recball är en förkortning av "recreational paintball". Detta innebär sådan paintball som spelas för motion och nöjes skull. Denna paintball spelas med alla former av kläder, och spelupplägg och markörer kan vara av vilken typ som helst.